# Vivien Costanzo
Vivien Costanzo, née le 6 février 1990 à Heppenheim (Allemagne), est une femme politique allemande. Membre du Parti social-démocrate (SPD), elle est élue députée européenne le 9 juin 2024.

## Biographie
Costanzo grandit dans le sud de la Hesse. En 2009, elle obtient son diplôme d'études secondaires après quoi elle effectue une année sociale volontaire (de). Elle étudie ensuite le droit à Francfort-sur-le-Main et Fribourg-en-Brisgau.
Elle rejoint le Parti social-démocrate (SPD) en 2006. Elle occupe notamment des responsabilités au sein des Jusos. 
Jusqu'en 2014, elle travaille pour l'assemblée du district de Cassel. Elle travaille ensuite, jusqu'en 2024, comme chef de bureau pour le député du Bundestag Johannes Fechner (de).
En janvier 2024, elle est désignée candidate, en 13e position, sur la liste du SPD pour les élections européennes de 2024. Elle est élue députée européenne le 9 juin 2024.